# Hyacinthe (prénom)
Pour les articles homonymes, voir Hyacinthe (homonymie).
Cet article possède un paronyme, voir Jacinthe.
Le prénom Hyacinthe, masculin à l'origine et devenu épicène, est peu usité aujourd'hui. Il a aussi une existence comme prénom révolutionnaire, attribué sous la Terreur. Il continue d’être utilisé au XIXe siècle, exceptionnellement pour les garçons, puis son usage baisse au XXe siècle pour tomber à une dizaine d’attributions par an. On le fête les 28 avril (9 floréal), 17 août et 11 septembre.
Le mot vient du grec ὑάκινθος (huakinthos), qui a donné hyacinthus en latin et a d'abord désigné une pierre précieuse puis plusieurs plantes à bulbe dont la jacinthe.
On retrouve ce nom dans la mythologie grecque : Hyacinthe fut tué accidentellement par le dieu Apollon qui transforma alors les gouttes de son sang en fleurs.

## Variantes linguistiques
- Hyazinth en allemand
- Hyacinth en anglais
- Giacinto et Giacinta en italien
- Jacinto et Jacinta en espagnol et en portugais
- Jácint en hongrois
- Jacek, Jacenty en polonais
- Jacent et Jacinta en catalan et occitan

## Référence
1. ↑  Marie-Odile Mergnac, Les Prénoms du calendrier révolutionnaire, Paris, Archives et culture, 2006, 63 p. (ISBN 2-35077-003-6), p. 38.
2. ↑  Voir Hyacinthe sur le CNRTL.